# Puppentheater

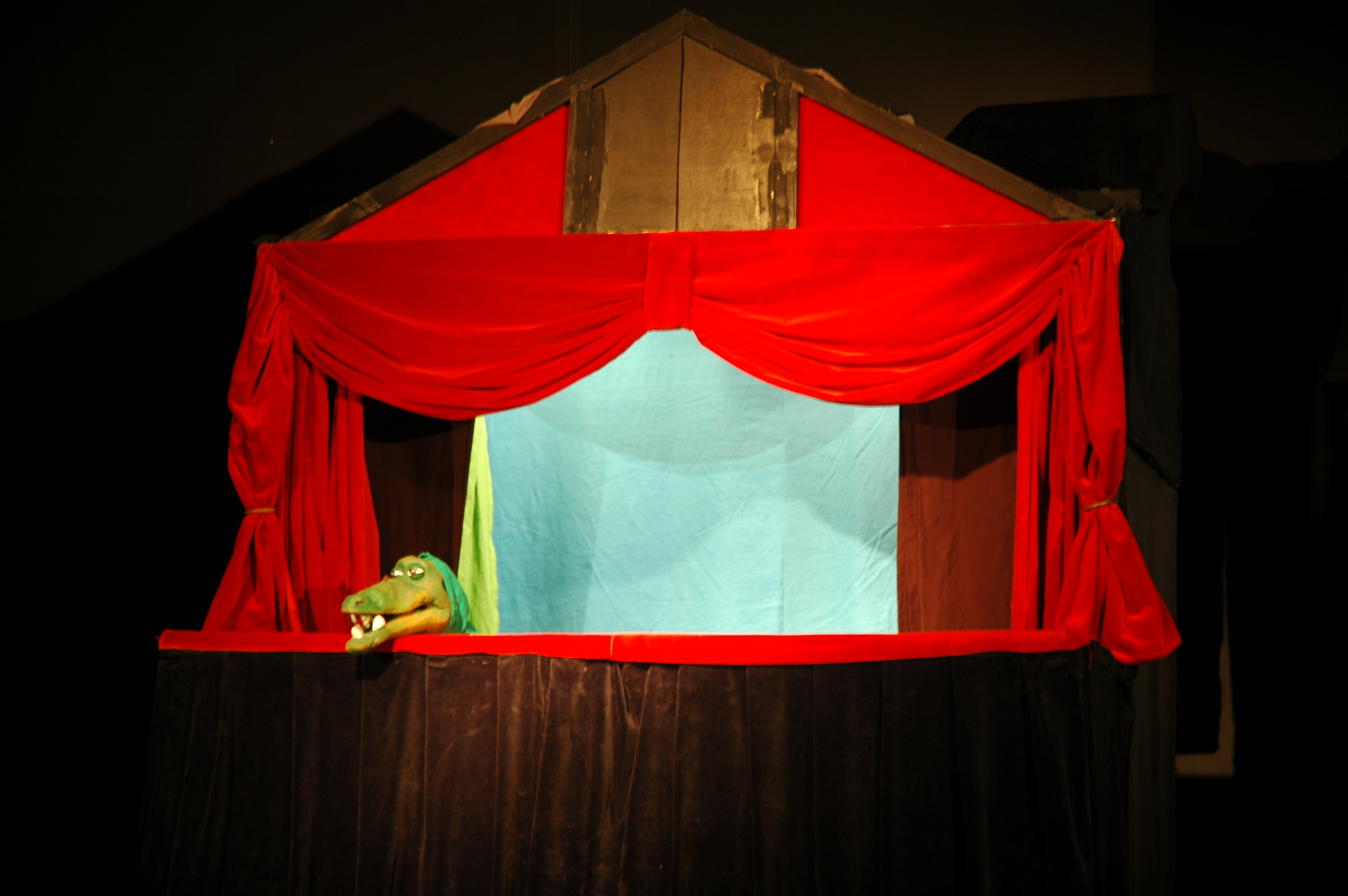
Puppentheater mit Bühne und Vorhang

Puppen eines mobilen Puppentheaters

Puppentheater, auch Puppenspiel oder Figurentheater, ist neben Sprechtheater, Bühnentanz und Musiktheater eine Form des Theaters, bei der Spieler mit Figuren auf einer Bühne vor Zuschauern agieren.
In der Antike in Persien und Griechenland entstanden, haben Puppentheater weltweite Verbreitung gefunden. Sie dienen der Unterhaltung von Kindern und Erwachsenen, aber auch zu religiösen, politischen und medizinischen Zwecken. Die Stoffe können auf der Überlieferung, auf klassischen Literatur- und Theaterthemen oder Improvisationen beruhen. Zur Führung der Figuren werden unterschiedliche Methoden wie z. B. Fäden oder Stöcke herangezogen, wobei die Spieler meist verdeckt sind. Die Puppenspielkunst wird inzwischen an Schauspielschulen gelehrt. Mehrere Puppentheater weltweit sind Bestandteil des Immateriellen Welterbes der Menschheit.

## Zur Begriffsbestimmung
Das Figurentheater wird im theaterwissenschaftlichen Sinne als Abgrenzung zum traditionellen Puppentheater auch als „künstlerisches Puppentheater“ bezeichnet. Mit dieser darstellenden Kunst sind neue Spielformen, zum Beispiel offene Spielweise, Vermischung von Figurenformen und von verschiedenen Künsten gemeint. Viele Theaterwissenschaftler und Figurenspieler benutzen die Bezeichnung Figurentheater als Überbegriff, um das breite Feld von Puppentheater, künstlerischem Puppentheater, Objekttheater und ähnlichen Formen abzudecken. Oft ist auch der Begriff „anderes Theater“ hierfür üblich.
Die Bezeichnung Puppentheater ist eher für traditionelle, meist verdeckte Formen des Figurenspiels gebräuchlich. Der Begriff „Figurentheater“ taucht erst zu Beginn des 19. Jahrhunderts auf.

## Geschichte

### Frühzeit und Herkunft
Archäologische Funde lassen vermuten, dass schon vor unserer Zeitrechnung bewegte Figuren zu religiösen und zeremoniellen Feiern genutzt wurden.
Eine tatsächliche Theaterform mit dramatischer Handlung entwickelte sich wohl erst später. Anfangs noch ausgehend von der Darstellung religiöser Begebenheiten, verloren die Figuren mit schwindender geistlicher Funktion auch immer mehr an Bedeutung. Daher sind die Quellen relativ rar.
Als Ursprungsraum für das Handpuppentheater wird Persien angenommen. Gliederpuppen (Marionetten) sind bereits im antiken Griechenland bekannt. Aristoteles beschreibt eine Figur, die den Kopf drehen, den Nacken, die Glieder und sogar die Augen bewegen konnte. Platon verwendet in seinen Schriften das Bild von der an Fäden gezogenen Puppe als Symbol für menschliche Abhängigkeit. Im Höhlengleichnis wird das Puppenspiel zum Vergleich mit der Erzeugung der Schattenbilder in der Höhle herangezogen.
Im 6. Jahrhundert bezog sich der Bischof von Alexandria auf kleine hölzerne Abbildungen, die auf Hochzeiten gezeigt wurden und durch eine Art Fernbedienung tanzen konnten. In China lässt sich das Puppentheater zuverlässig erst ab der Tang-Dynastie nachweisen, doch war es dort erheblich verbreitet. Im asiatischen Raum entwickelte sich auch das Schattentheater, das sich zum Teil heute noch den überlieferten mythischen Stoffen widmet.

### Mittelalter
Erst nach den Kreuzzügen findet man im Abendland erste Abbildungen von Spielfiguren. Die bisher älteste Darstellung eines Puppenspiels stammt aus der Zeit um 1160 und findet sich im Hortus Deliciarum der Äbtissin Herrad von Landsberg. Die nächste Abbildung ist erst wieder als Randverzierung in einer Brüggischen Handschrift (Ms. 251) aus dem 13. Jahrhundert und dann im Alexanderlied um 1344 zu sehen. Es handelt sich um eine Possenburg, ein Handpuppentheater mit Zuschauern. Beide Handschriften gehen im Text nicht auf die Theaterform ein, da sie vermutlich inzwischen zwar allgemein bekannt, aber nach wie vor unbedeutend war. In Schwerin wurde der Kopf einer Handpuppe gefunden, der ebenfalls auf diese Zeit datiert wird.

### Von der Renaissance bis zur Romantik

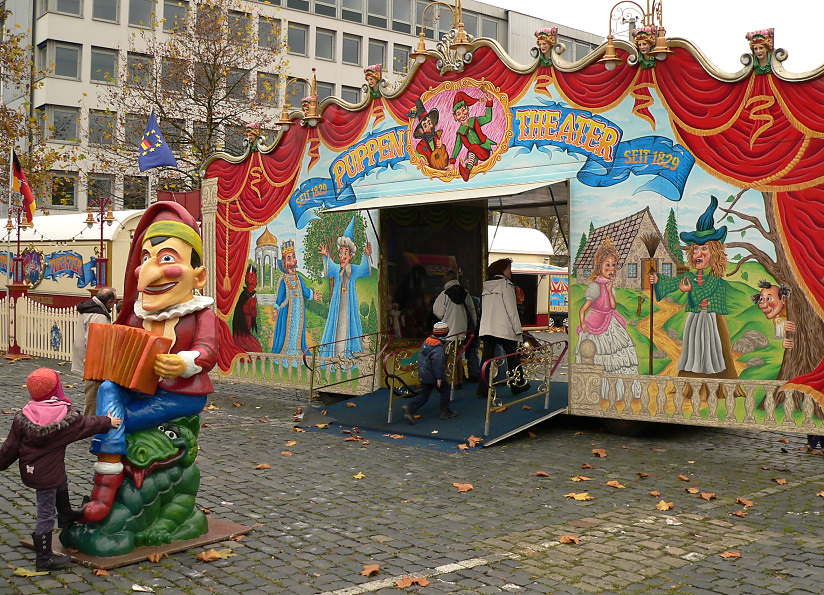
Mobiles Puppentheater im Jahre 2009

Zur Shakespeare-Zeit (16. Jahrhundert) entstanden die ersten Stoffe und Libretti für das Puppentheater. In der Türkei entwickelte sich das Karagöztheater, und in Italien gewann die Commedia dell’arte an Bedeutung. Von dieser Zeit an gehören reisende Puppentheater zum üblichen Bild auf den Märkten. Die Stoffe handeln oft von archaischen und mythischen Dingen wie Himmel und Hölle, Gut und Böse. Das Puppenspiel vom Dr. Faustus ist ein Beispiel dafür. Manche deutsche Wanderbühnen konnten Puppentheater als Alternative zum Schauspiel anbieten. Oft blieben stehende Rollen oder lustige Personen, die auf der Bühne nicht mehr modern sind, im Puppentheater erhalten (Pulcinella bzw. Punch, Pierrot, Hanswurst, Staberl).
Die Intellektuellen der Aufklärung wandten sich gegen die typischen Stoffe des damaligen Puppentheaters – die Beschäftigung mit Übernatürlichem wurde verachtet. Zusätzlich haben Gaukler aller Sparten mit Städteordnungen zu kämpfen, die die Möglichkeiten der Truppen begrenzen (siehe auch: Pariser Jahrmarktstheater). Im 19. Jahrhundert erfuhr das Puppenspiel eine Romantisierung. Zwar wurden neue Stücke speziell für diese Theaterform entwickelt, aber nun wurden speziell Kinder angesprochen.

### 20. Jahrhundert
Im Ersten Weltkrieg wurden Soldaten an der Front und im Lazarett mit Kasperltheater, z. B. in Form von Marionetten, unterhalten und zum Kriegführen motiviert.
Nach der Revolution von 1917 erkannte Russland die Möglichkeiten, diese Theaterform zur „Bildung des Volkes“ zu nutzen. Auch in Deutschland erlebte das Puppenspiel nach dem Ersten Weltkrieg eine von Jugendbewegung, Theater, bildenden Künstlern und Pädagogen geförderte Renaissance. Ein festes Puppentheater war beispielsweise die Künstler-Marionettenbühne in der Würzburger Valentin-Becker-Straße. Am 4. Dezember 1934 war die Premierenvorstellung. Die von dem Bildhauer Joseph Bendel, dem Volksschullehrer Siegfried Lechler und dem Grafiker Leo Flach geführte Bühne bestand bis 1939.

#### NS-Zeit
In der Zeit des Nationalsozialismus erhielten auch Puppenspieler Berufsverbote, die diese nach Möglichkeit umgingen. Zudem gab es auch im Puppentheaterbereich Innere Emigration, Untertauchen in Nischen, Flucht – manchmal aber auch die erwünschte berufliche Karriere. Der NS-Staat verstärkte allgemein die Kontrolle und instrumentalisierte das Puppenspiel zunehmend konsequent für NS-Propaganda und Erziehung. Hier engagierte sich besonders der handpuppenerfahrene Oberbannführer Siegfried Raeck vom Kulturamt der Reichsjugendführung.
1937 wurde die Förderung des Puppenspiels verstärkt politisch ausgerichtet und die Abteilung Volkstum-Brauchtum von der Organisation Kraft durch Freude übernommen. Auch hier war zumindest ein Mitarbeiter Puppenspielexperte, überprüfte Puppenspieler, engagierte sich für die Freizeitorganisation KdF und vertrat das NS-Puppenspiel bereits politisch gelegentlich auch im Ausland. Eine 92-seitige Anleitung – mit dem Titel Das deutsche Puppenspiel. Einsatz, Erfolge, Zielsetzung – wurde 1939 in großer Auflage im ganzen Deutschen Reich an professionelle Puppenspieler, Laien und KdF-Veranstalter verteilt. Neben einer weltanschaulichen Ausrichtung enthielt das Heft Stückausschnitte, Bezugsadressen und Beschreibungen des Berufsbildes Puppenspieler sowie handwerkliche und ökonomische Hinweise. Die Gestaltung von Puppenspielfiguren war dadurch stark eingeschränkt. Die Nationalsozialisten verwendeten diese Theaterform wenig später zu Propagandazwecken. Teilweise wurde in Puppentheatern zu brutaler Gewaltanwendung gegen Gegner des NS-Systems aufgerufen. Unter anderem dienten als Vorlage für Puppenspielstücke Inhalte des antisemitischen Hetzblattes Der Stürmer. In der Werbung mutierte zum Beispiel die Figur des Kasper, einst obrigkeitsverleugnend und dem Genuss zuneigend, teilweise zum niedlichen Zähneputzvorbild. Der NS-Staat versprach sich größten propagandistischen Nutzen vor allem vom Handpuppen- und Marionettenspiel. Bei Wahrung notwendiger ästhetischer Standards war er sich seiner hohen emotionalen Wirksamkeit sicher. Zentrale NS-Ideologeme wie Volksgemeinschaft, Antisemitismus, Chauvinismus, Führerprinzip sowie die Chance, volkstümliche Traditionen zu reklamieren und „völkisch“ umzudeuten, ließen sich durch die schlichten technischen Voraussetzungen – die Einsatzmöglichkeit auch im kleinsten Dorf erlaubte – erleichtert verbreiten.
Auch das Handwerkszeug der Puppenspieler sollte einer vorgegebenen Norm entsprechen. Entworfen und industriell produziert wurden Serien von Puppensätzen mit 24 verschiedenen Figurentypen. Im Katalog Spiele und Köpfe für das Kaspertheater von 1940 ist, neben traditionellen Figuren, auch die Karikatur eines Juden aufgelistet. Verkauft wurde das Spielmaterial zwischen 1939 und 1944 vor allem an die NS-Jugendorganisationen, an die Wehrmacht (Frontpuppentheater) sowie an Berufsbühnen – allein von April 1942 bis März 1943 etwa zehntausend Handpuppenköpfe. Abgestimmt auf diesen Katalog erschienen beim R.I. Spieltexte verschiedener Autoren in den Reihen „Politische Puppenspiele“ und „Das Deutsche Puppenspiel“. Berufsbühnen wurden angehalten, obligatorische „politische Zwischenspiele“ während den Aufführungen zu zeigen.
Ein Reichsinstitut für Puppenspiel wurde 1938 von NS-Organisationen (u. a. Hitlerjugend) mit dem Ziel der zentralen Koordinierung, Steuerung und Förderung gegründet, aber auch der propagandistischen Instrumentalisierung des Laienpuppenspiels sowie der Berufspuppenbühnen. Die weitgesteckten Ziele des R.I. umfassten vor allem: flächendeckende Ausstattung der NS-Jugendorganisationen mit normiertem, häufig politisch gefärbtem Spielmaterial (Spielstücke/Texte, die dazu passenden Handpuppenköpfe, dramaturgische Anweisungen), Koordinierung der Auftritte von Berufspuppenbühnen und deren Begutachtung, Durchführung von Lehrgängen sowie die Herstellung erster Puppenspielfilme. 1939 wurde in Berlin aber zunächst nur eine Vorbereitungsstelle für das R.I. eingerichtet. Bereits ein Jahr nach Beginn des Zweiten Weltkriegs konnten viele Pläne nicht mehr verwirklicht werden, so auch der Bezug des vorgesehenen Institutsgebäudes in Stuttgart. Die künstlerische und ab 1941 kommissarische Gesamtleitung übernahm Harro Siegel. Kriegsbedingt stellte das R.I. im Sommer 1944 alle Arbeiten ein.

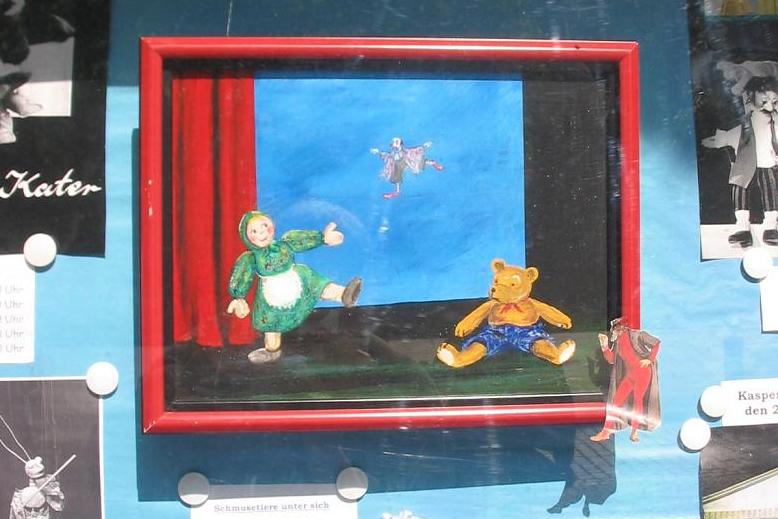
Schaukasten des Puppentheater „Hans Wurst Nachfahren“ am Winterfeldtplatz in Berlin

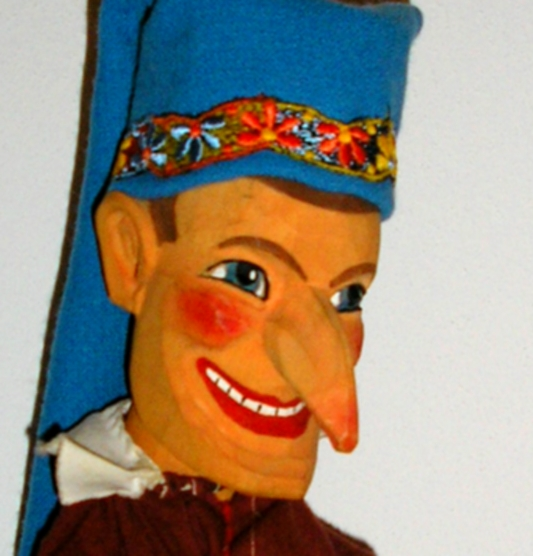
Der Hohnsteiner Kasper; Figur von Theo Eggink

Kurz nach dem Zweiten Weltkrieg versuchte sich das Puppenspiel teilweise, wie andere Künste auch, aus dem „Korsett der Zweckmäßigkeit“ zu befreien. Experimentelle Stücke entstanden, desgleichen neue Figurenarten bis hin zum reinen Material, ebenso Verbindungen der verschiedenen Bühnenformen. Daneben existierten die „volksnahen“ und oft zielgerichteten Stücke allerdings weiter: In der Verkehrserziehung beispielsweise nahm der Verkehrskasper in der nach ihm benannten Theaterform die tragende Rolle des Freundes, Helfers und Beraters der Kinder bei Fragen des Verkehrsumgangs und als Kontrahent des Verkehrsteufels an.

#### DDR
Am Ende, in der Spielzeit 1989/1990, gab es 16 Puppentheater in der DDR: Acht organisatorisch selbstständige Häuser – Puppentheater Berlin (seit 1953), Staatliches Puppentheater Dresden (seit 1952), Puppentheater Halle (Saale) (seit 1953), Städtisches Puppentheater Karl-Marx-Stadt (seit 1951), Städtisches Puppentheater Magdeburg (seit 1958), Puppentheater der Stadt Naumburg (Saale) (seit 1958), Puppentheater Neubrandenburg (seit 1976) und Staatliches Puppentheater Wismar (seit 1978) sowie acht Puppenbühnen, die Teil größerer Theaterensembles waren. Diese gehörten zum Deutsch-Sorbischen Volkstheater Bautzen (seit 1961), dem Landestheater Dessau (seit 1954), den Städtischen Bühnen Erfurt (seit 1979), dem Kleist-Theater Frankfurt (Oder) (seit 1975), den Bühnen der Stadt Gera (seit 1958), Meininger Theater (seit 1987), Elbe-Elster-Theater der Lutherstadt Wittenberg (seit 1972) und den Bühnen der Stadt Zwickau (seit 1952).
Alle 16 Puppentheater hatten als Sparte der Darstellenden Kunst jeweils eine feste Spielstätte mit meist umfangreichem Ensemble und Werkstatt. Entsprechend umfassend war die seit 1971 mögliche Ausbildung zur Puppenspielerin und zum Puppenspieler an der Hochschule für Schauspielkunst Ernst Busch in Berlin, die sich an der renommierten Schauspielmethodik dieser Hochschule orientierte, dazu gab/gibt es stärker als in anderen Ländern eine detaillierte Puppenspiel-Technik-Ausbildung. Das Fachblatt Theater der Zeit hat die wichtigsten Aufführungen der 16 Puppenbühnen mit Rezensionen reflektiert und kritisch begleitet.

#### BRD
Auch in Westdeutschland gibt es feste Ensembletheater (u. a. Lübeck, Düsseldorf, München, Schwäbisch Hall, Augsburg, zwei in Köln und zwei in Würzburg), welche aber von jeher privat wirtschaften und um Subventionen oder Sponsoren kämpfen (mit Ausnahme z. B. des dem Lokalkolorit verpflichteten städtischen Mundarttheaters Hänneschen-Theater (Puppenspiele der Stadt Köln)). Aus diesem Grund stellte sich das Puppentheater in Westdeutschland meist als reisende Solobühne oder Spieler-Duo (Mann-Frau) dar. Bei den Spielern handelte es sich oft um Autodidakten, die für ihre Weiterbildung selbstverantwortlich Seminare besuchen oder bei einer bestehenden Bühne hospitieren mussten.
Erst 1977 wurde vom Verband deutsche Puppentheater eine Ausbildungskommission gegründet, welche 1983 erreichte, dass an der Staatlichen Hochschule für Musik und Darstellende Kunst in Stuttgart der Studiengang „Figurentheater“ eingerichtet wurde, die erste Ausbildungsstätte für Figurentheater in West-Europa. An der Pädagogischen Hochschule Karlsruhe wurde das Puppenspiel von Wolfram Ellwanger in die erziehungswissenschaftliche Lehrerbildung eingebunden und von Siegbert A. Warwitz in Form des Verkehrskasper als modernes Lehrtheater zur Verkehrserziehung weiterentwickelt.

## Stoffe
Das deutsche Trauerspiel „vom erschröcklichen Erzzauberer Johannes Fausten, seinem Seelenhandel mit dem Teufel und seiner schließlichen Höllenfahrt“ brachte dann das meistgespielte Stück fürs Puppentheater auf die kleinen Bretter. Johann Wolfgang von Goethe ließ sich von einem solchen Puppentheater zu seinem Faust inspirieren.
Heinrich von Kleist schrieb angesichts einer Puppentheater-Aufführung seinen Essay Über das Marionettentheater.
Zu den großen Dichtern der Puppenspielliteratur gehört Franz Pocci, der vor allem für das Münchner Marionettentheater schrieb, dessen kunstvolle Texte bis heute gedruckt werden und in den 1970er Jahren für mehrere Kinderhörspiele dienten.
Als Stoffe für das Puppentheater dienten lange Zeit vor allem die klassischen Märchen, bekannte Kinderbücher wie z. B. die von Janosch oder Otfried Preußler sowie Geschichten, die die Figurenspieler selbst sowohl für Kinder als auch Erwachsene erarbeiten. Zu den über das übliche Maß hinaus schriftstellerisch tätigen Puppenspielern gehören Jo Micovich und Heinrich Maria Denneborg.
Heute werden im professionellen Figurentheater oft zeitgenössische Autoren auf der für die Bühne adaptiert, es werden Aufträge an Schriftsteller vergeben oder Wettbewerbe ausgeschrieben. Daneben werden die Spielstoffe oft auch im Team über Improvisationen erarbeitet und unter Einbezug von Dramaturgen zur Bühnenreife gebracht. Aber auch Stoffe des „großen“ Theaters finden zuweilen Einzug im Puppenspiel. Das Salzburger Marionettentheater ist für seine Aufführungen großer Werke der Opernliteratur bekannt.
Dem Marionettentheater Augsburger Puppenkiste gelang ab 1953 eine erfolgreiche Verbindung von Fernsehen und Puppenspiel. Die Wuppertaler Puppenspiele brachten von 1960 bis 1970 im Auftrag des WDR und des NDR insgesamt über 45 Sendungen für das Nachmittagsprogramm der ARD über die Themen Biblische Geschichte, Griechische Sagen usw.

## Verschiedene Figurenformen
- Bunraku-Figuren aus Japan
- Fantoches aus Südamerika
- Fingerpuppen
- Flachfiguren/Papiertheater
- Handpuppen
- Handstabfiguren
- Kaukautzky
- Klappmaulfiguren
- Marionetten
- Marotten
- Masken
- Schattenfiguren
- Stabfiguren
- Stockhandpuppen
- Sockenpuppen
- Tischmarionetten
- animierte Figuren, Gegenstände (Mechanisches Theater, Objekttheater)
- Wassermarionetten aus Vietnam

## Bekannte Puppentheater
- Siehe Liste der stehenden Puppenspielbühnen
- Siehe Kategorie Puppenbühne

## Puppen- und Figurentheater-Festivals
- Das internationale Festival FIDENA (Figurentheater der Nationen) des Deutschen Forums für Figurentheater und Puppenspielkunst in Bochum präsentiert seit 1958 herausragende Inszenierungen im Bereich Figurentheater. Seit 1998 finden meist jährlich ausgetragene Festivals statt.[10]
- Das Internationale Figurentheaterfestival in Erlangen, Nürnberg, Fürth und Schwabach ist das größte Figurentheater-Festival in Deutschland und findet seit 1979 alle zwei Jahre statt, im Jahr 2009 zum 16. Mal[11].
- Das Festival für Figuren-, Objekt- und Anderes Theater – globus, alljährlich seit 1992 an mehreren Spielorten in und um Leipzig
- Die Imaginale – Internationales Theaterfestival animierter Formen in Mannheim, Stuttgart, Heilbronn, Eppingen, Schorndorf und Ludwigsburg fand nach verschiedenen Vorgängerveranstaltungen 2008 zum 1. Mal statt[12].
- No Strings Attached – Figurentheater & mehr – Festival in Mainz.[13]
- Das Internationale Fest der Puppen in Lingen (Ems) findet seit 1983 alle zwei Jahre statt, im Jahr 2009 zum 14. Mal[14].
- Der Lindenfelser Westflügel (Leipzig) mit seinen Figurentheater.
- Internationales Figurentheaterfestival Blickwechsel im Puppentheater Magdeburg ca. alle zwei Jahre seit 2003.[15]
- Die Internationalen FigurenTheaterTage in Brühl finden alle zwei Jahre statt, im Jahre 2010 zum 13. Mal
- Die Klapps – PuppenSpielTage finden alle zwei Jahre in Augsburg statt.[16]
- Die Internationalen Puppentheatertage in Mistelbach, Österreich, finden jährlich Ende Oktober statt, im Jahre 2010 ab dem 26. Oktober zum 32. Mal
- Das Internationale Welser Figurentheater Festival, Österreich, findet jährlich Anfang März statt, im Jahre 2014 zum 23. Mal[17]
- Das Pupteatra Internacia Festivalo in Esperanto (International Puppet Theatre Festival – PIF), ein international bedeutsames Puppentheater-Festival in Zagreb
- Das Elbe-Elster-Land gilt als eine Wiege des sächsischen Wandermarionettentheaters. Deshalb findet hier bereits seit 1998 das Internationale Puppentheaterfestival im Elbe-Elster-Land statt.
- Das internationale Figura Theaterfestival findet seit 1994 alle zwei Jahren in Baden (Schweiz) statt.[18]
- Das internationale Puppentheaterfestival des Puppentheaters Zwickau fand erstmals 2019 und zum zweiten Mal 2022 anlässlich seines 70-jährigen Bestehens statt.[19]
- Das Kasperltheater-Festival im Markus Wasmeier Freilichtmuseum in Neuhaus, Oberbayern, findet seit 2016 jährlich im Sommer statt.

## Schulen, Ausbildung
- Hochschule für Schauspielkunst Ernst Busch in Berlin, Abteilung Puppenspielkunst
- Hochschule für Musik und Theater Zürich
- Staatliche Hochschule für Musik und darstellende Kunst Stuttgart
- Figurentheater-Kolleg Bochum

## Sprecherziehung
Neben Darstellendem Sprechen, schauspielerischen Grundlagen und dem Herstellen von Figuren wird auch das Fach Sprecherziehung angeboten. Sprecherziehung kann auch als eigenständiges Studienfach oder als Schwerpunkt/Spezialisierung innerhalb von Bachelor- und Masterstudiengängen studiert werden.

## Museen

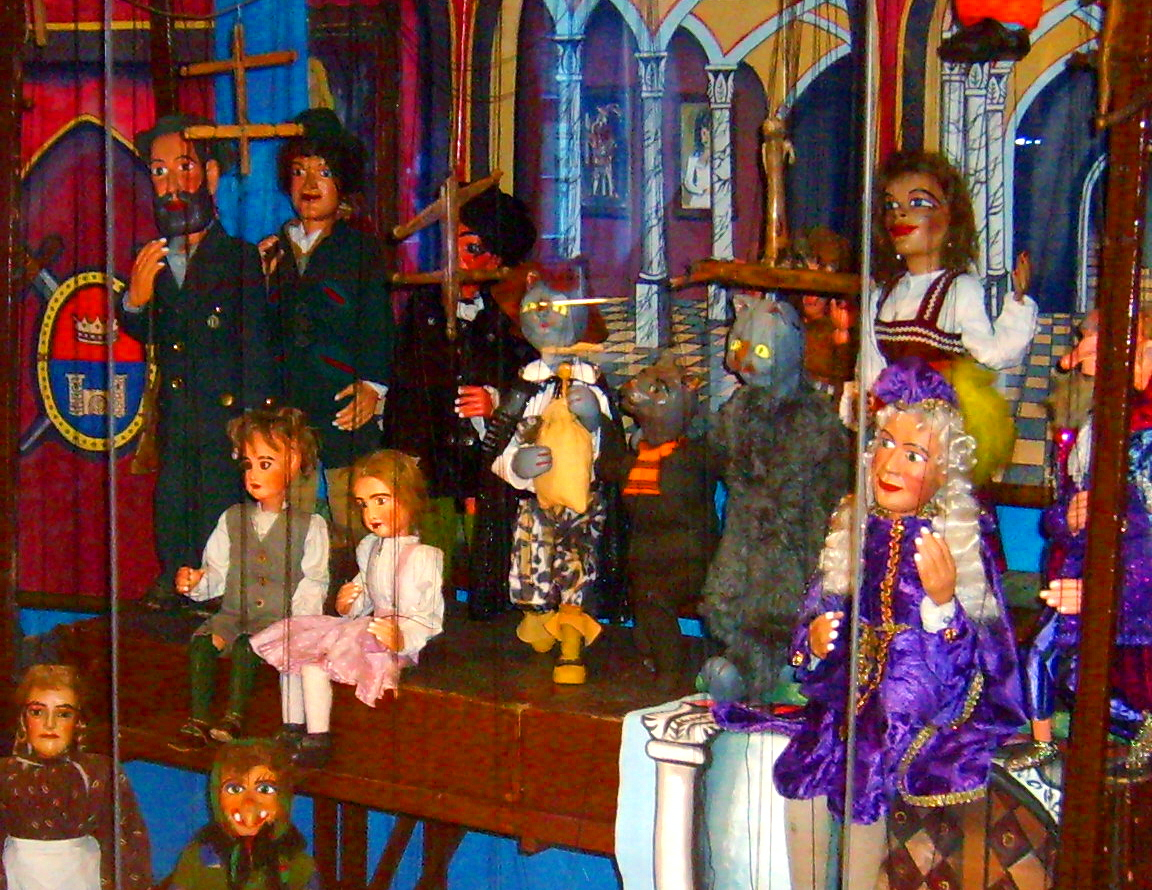
Teil der Marionettentheatersammlung im Mitteldeutschen Wandermarionettentheater Bad Liebenwerda

- Lübecker Theaterfigurenmuseum von Fritz Fey jr.
- Münchner Stadtmuseum
- Museum für PuppentheaterKultur, Bad Kreuznach
- Mitteldeutsches Wandermarionettentheater in Bad Liebenwerda
- Puppentheater-Museum Berlin
- Staatliche Kunstsammlungen Dresden, Puppentheatersammlung
- Augsburger Puppenkiste
- Pole-Poppenspäler-Museum in Husum
- FigurenSpielSammlung Mitteldeutschland in der villa p. Magdeburg

## Immaterielles Kulturerbe
Das Figurentheater erfährt weltweit zunehmenden Schutz durch die UNESCO als Immaterielles Kulturerbe. Das Sizilianisches Marionettentheater „Opera dei Pupi“ (2001), das indonesische Wayang Kulit (2003), das japanische Ningyō Jōruri Bunraku (2003) und das kambodschanische Schattentheater Sbek thom der Khmer (2005) sind in der UNESCO-Liste des immateriellen Kulturerbes der Menschheit enthalten.
Auch die Volksrepublik China hat sowohl das Schattenspiel wie auch das Marionettentheater 2006 zum Immateriellen Kulturerbe der Volksrepublik China erklärt; das Chinesische Schattentheater ist Welterbe geworden. 2016 kam „Puppenspiel in der Slowakei und Tschechien“ hinzu.
Außerdem sind Orteke (Kasachstan) Namsadang Nori (Südkorea) und Rūkada Nātya (Sri Lanka) Bestandteile der Repräsentativen Liste.
Das Al-Aragoz-Puppentheater Ägyptens wurde 2018 in die Liste des dringend erhaltungsbedürftigen immateriellen Kulturerbes aufgenommen.